# Wii Fit
Wii Fit (Wiiフィット?, Wī Fitto) è un videogioco sviluppato dalla Nintendo per la console Wii. Inizialmente chiamato Wii Salute Pack, è stato poi presentato alla conferenza Nintendo E3 dell'11 luglio 2007 con il suo attuale titolo Wii Fit, dal famoso videogame designer Shigeru Miyamoto.
Wii Fit è stato pubblicato il 1º dicembre 2007 in Giappone, mentre in Europa la data di lancio è stata il 25 aprile 2008 (in Italia il 24 aprile a causa del giorno di festa). L'8 maggio per l'Australia e il 19 maggio per il Nord America. Fa parte della Serie Wii.
Wii Fit contiene circa 40 esercizi divisi in 4 categorie: Yoga, Esercizi Muscolari, Esercizi Aerobici e Giochi di Equilibrio.

## Modalità di gioco
Ogni esercizio prevede l'assegnazione di un punteggio, da parte del gioco, al termine dell'esecuzione; il punteggio si basa sulle rilevazioni fatte dalla Wii Balance Board o, quando previsto, dal Wiimote e Nunchuk.
La Wii Balance Board, grazie ai suoi sensori, può rilevare gli spostamenti del peso o la discesa e la salita del giocatore. Il Wiimote, messo in tasca, è utilizzato nel Jogging per tradurre la corsa sul posto nel movimento del personaggio virtuale. In abbinamento con il Nunchuck è usato nella Boxe a ritmo. In nessun caso viene misurata la potenza del movimento.
Ciascun esercizio viene selezionato dal giocatore al termine del precedente. La sequenza non viene proposta da Wii Fit e non è possibile memorizzarla. Fa eccezione la particolare associazione tra gli Esercizi Muscolari e quelli Yoga; infatti, al termine di ciascun Esercizio Muscolare, il gioco consiglia di combinarlo con un determinato esercizio di Yoga, e viceversa. L'associazione si basa sull'analogia dei gruppi muscolari coinvolti.

## Wii Balance Board

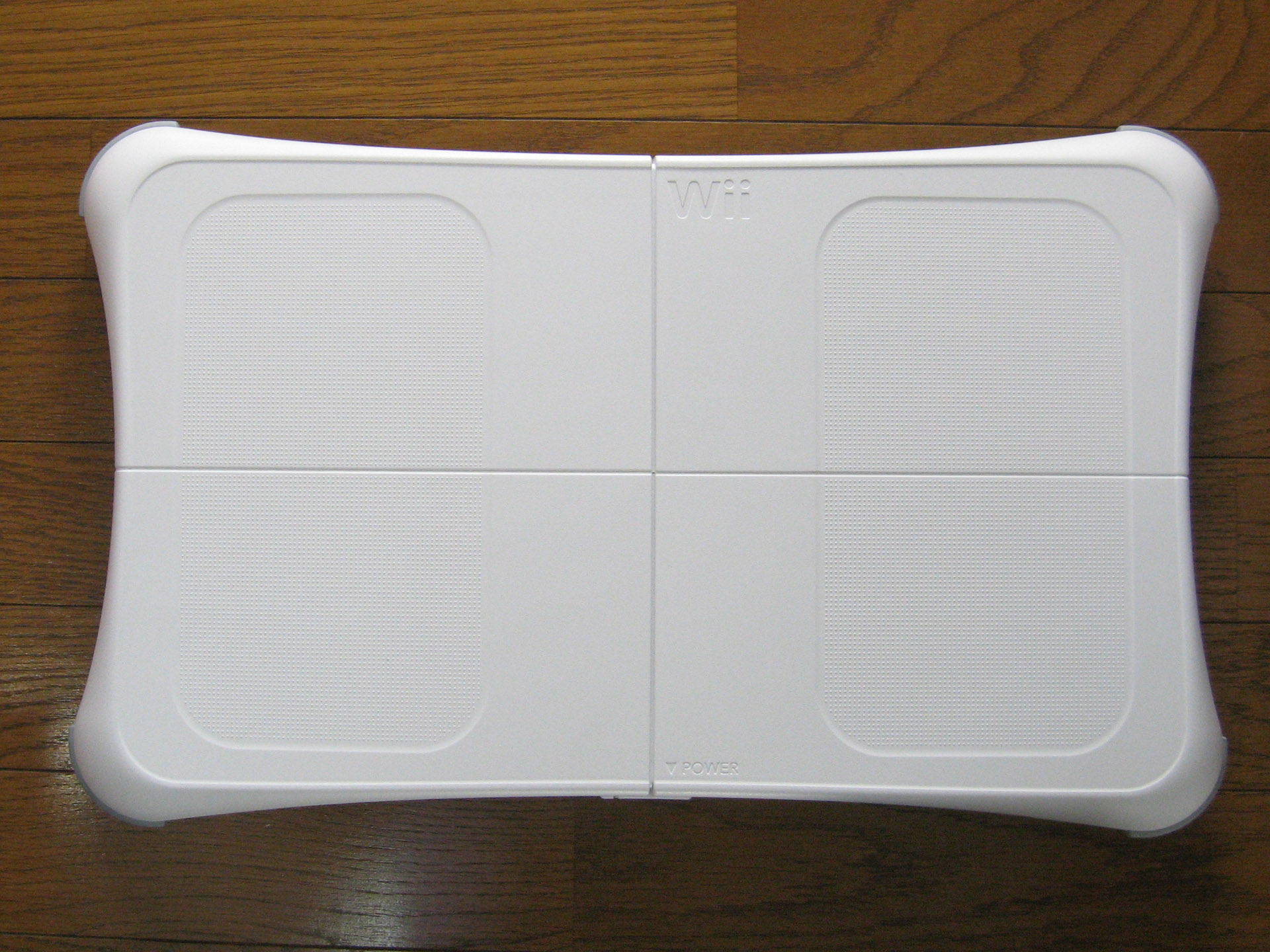
La Wii Balance Board

Il gioco è stato progettato per funzionare con la periferica Wii Balance Board, distribuita assieme al gioco. Simile a una bilancia, questa periferica misura l'indice di massa corporea, analizza il baricentro e il peso corporeo. Inoltre, attraverso alcuni test, determina le capacità motorie e in base a queste assegna l'età Wii fit del giocatore, che va da 20 a 99. La Wii Balance Board può sostenere fino 150 kg per quella europea e statunitense.
Satoru Iwata, presidente della Nintendo, ha svelato che per la creazione della periferica si sono ispirati alle bilance usate per pesare i lottatori di sumo.

## Esercizi

### Yoga
Le posizioni Yoga proposte dal gioco sono 15. Queste servono a tonificare, migliorare la postura e facilitare il rilassamento del corpo. Ogni posizione migliora l'efficienza di alcuni muscoli, stimolandoli e rendendoli quindi più tonici e reattivi.

### Esercizi Muscolari
Gli esercizi muscolari proposti dal gioco sono 12 più 3 sfide. Queste esercizi servono a potenziare i muscoli del corpo, migliorare la postura. Ogni posizione migliora l'efficienza di alcuni muscoli, stimolandoli e rendendoli quindi più tonici e reattivi. Ogni esercizio viene guidato dal Trainer di Wii Fit. Gli esercizi che ci vengono proposti sono:
- Equilibrio su una gamba
- Flessioni e appoggi laterali
- Torsioni e piegamenti
- V-UP
- Affondi
- Piegamenti con vogata
- Allungamenti in piedi
- Estensioni laterali
- Asse
- Pressa
- Allungamento
- Sollevamenti da terra
- Sfida flessioni
- Sfida V-Up
- Sfida asse

### Esercizi Aerobici
L'obiettivo principale degli esercizi aerobici è quello di far bruciare le calorie per poter raggiungere il prima possibile l'obiettivo che uno si è prefissato durante un test fisico. Gli esercizi aerobici presenti sono:
- Hula Hoop
- Step
- Jogging
- Super Hula Hoop
- Step Dance
- Jogging in 2
- Boxe a ritmo
- Step +
- Jogging +

### Giochi di Equilibrio
Questo tipo di giochi serve per migliorare i riflessi e le capacità di equilibrio. I giochi di equilibrio presenti sono:
- Colpo di testa
- Slalom
- Salto con gli sci
- Biglie pazze
- Funambolo
- Bolla di sapone
- Caccia al pesce
- Snowboard
- Zazen

## Mii
Per giocare a Wii Fit è necessario usare il proprio Mii creando un profilo dove vengono annotati i periodici progressi e i risultati conseguiti nei test fisici.
L'altezza massima selezionabile è di 250 centimetri; mentre quella minima è 90 centimetri.

## Accoglienza
In Giappone, nella prima settimana Wii Fit ha totalizzato oltre un quarto di milione di copie vendute e in circa quattro mesi dalla sua data di distribuzione ha venduto intorno a un 1,76 milioni di pezzi, diventando il gioco più venduto nel 2007. Nel marzo 2009 negli Stati Uniti sono state vendute sei milioni di unità superando anche videogiochi campioni d'incassi come Halo 3.
- Gamerankings: 80 %
- Metacritic: 80/100
- 1UP.com: B+
- Computer and Video Games: 6,8/10
- Eurogamer: 8/10
- Game Revolution: C+
- GameSpot: 7/10
- IGN: 8/10
- Official Nintendo Magazine: 91 %
- X-Play: 4/5

## Sequel
Nel 2009 è uscito il seguito Wii Fit Plus, che aggiunge nuovi esercizi e la possibilità di registrare bambini sotto i 3 anni, cani e gatti.